# Ammophila breviligulata
Ammophila breviligulata là một loài thực vật có hoa trong họ Hòa thảo. Loài này được Fernald mô tả khoa học đầu tiên năm 1920.

## Hình ảnh

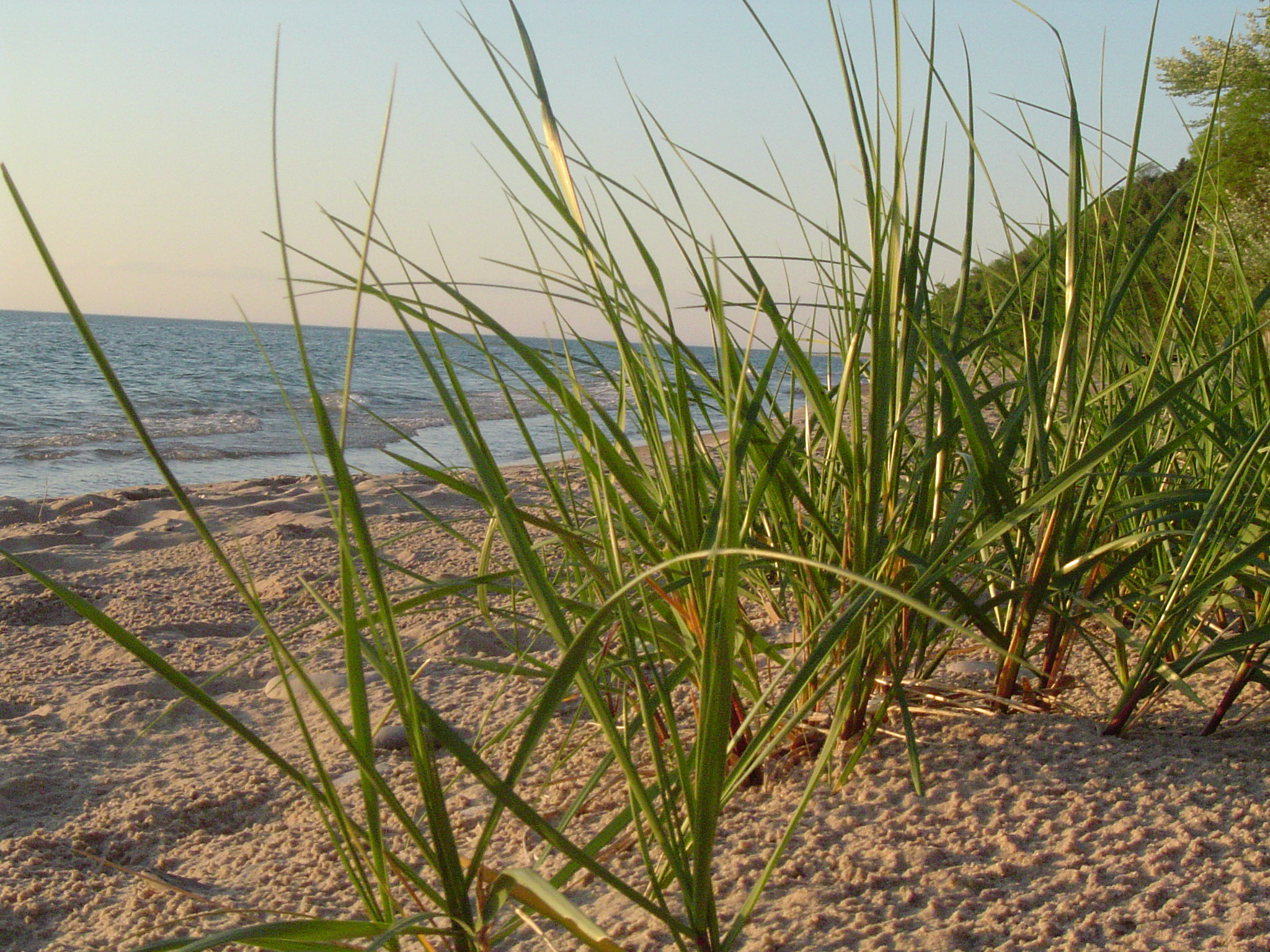
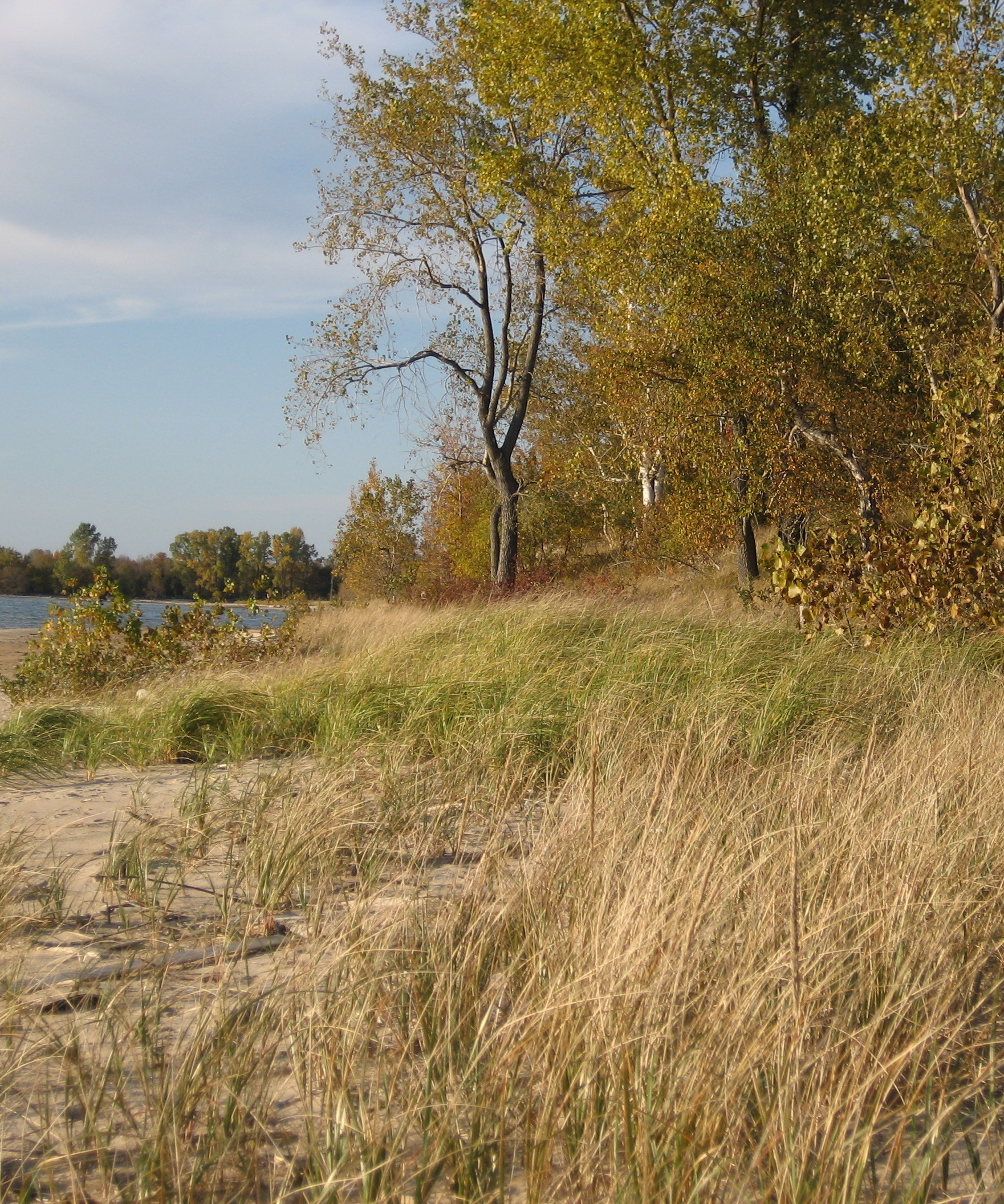
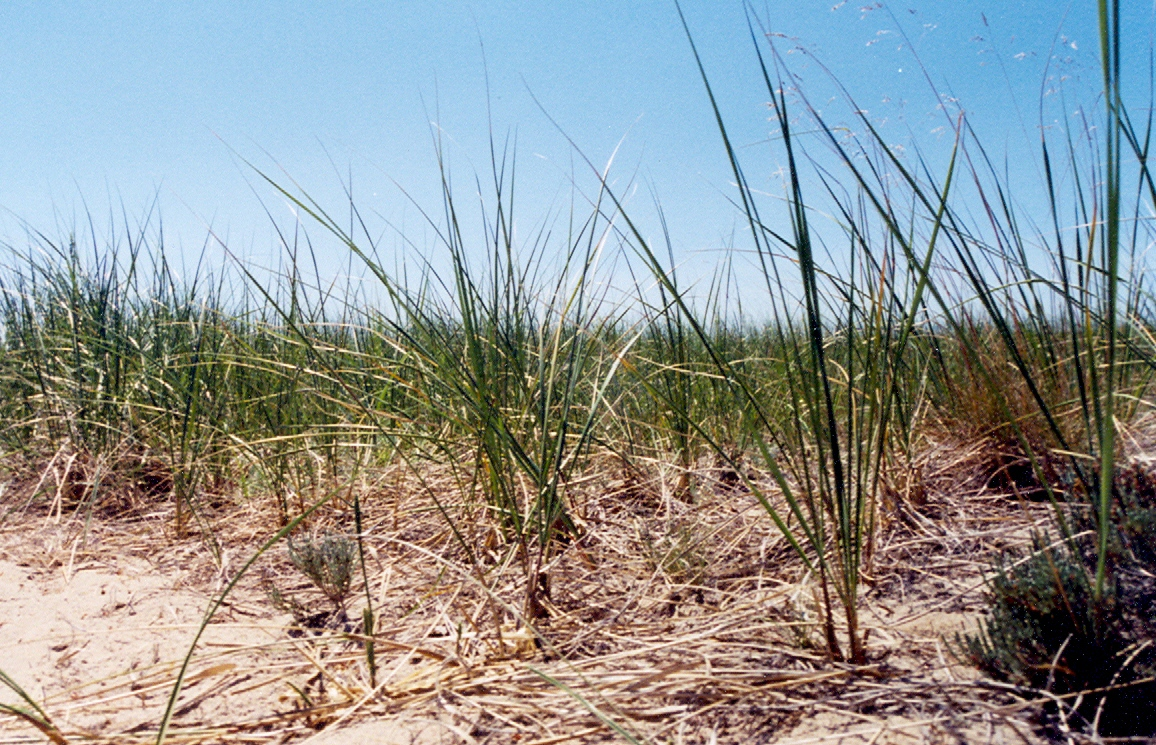
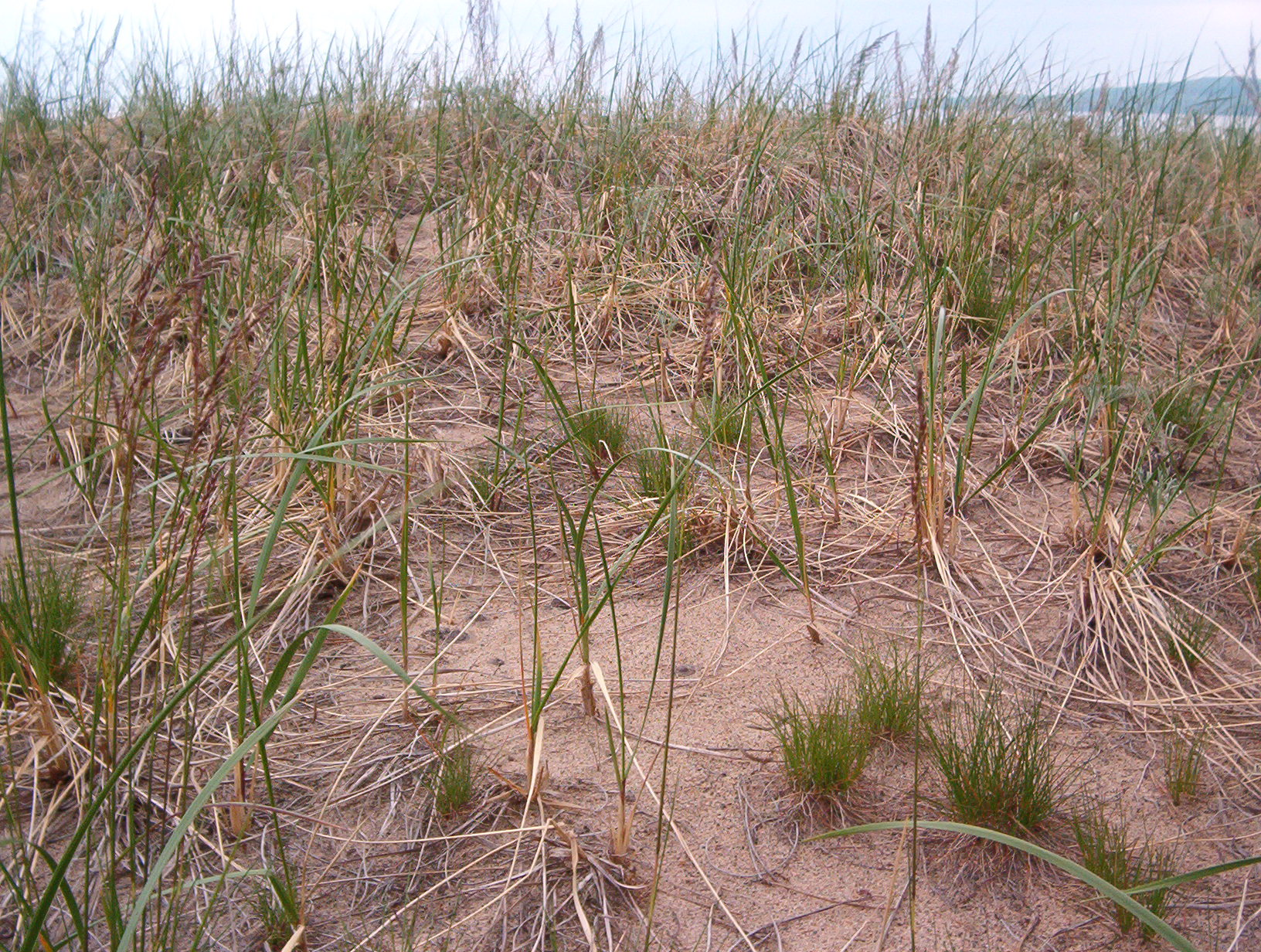